# René Rottenfluc
René Rottenfluc, né le 19 décembre 1900 à Beaumesnil et mort le 8 avril 1962 à Paris, est un lutteur français.

## Carrière
Il participe au tournoi de lutte aux Jeux olympiques d'été de 1924 à Paris dans la catégorie des moins de 62 kg en lutte gréco-romaine ; il élimine l'Estonien Osvald Käpp au premier tour mais est défait au deuxième tour par le Suédois Fritiof Svensson. Aux Jeux olympiques d'été de 1928 à Amsterdam dans la catégorie des moins de 61 kg en lutte libre, il est éliminé en quarts de finale par le Finlandais Kustaa Pihlajamäki.
Il remporte la médaille d'or lors des Championnats d'Europe de lutte 1929 à Paris dans la catégorie des moins de 61 kg  en lutte libre.